# 硝嗪
硝嗪（英語：Nitrazine）或吩噻嗪（英語：phenaphthazine）是一种常用于医药的酸碱指示染料。硝嗪指示的pH值范围在4.5至7.5之间，比石蕊更敏感。硝嗪通常用作二钠盐。

## 应用
- 怀孕期间使用硝嗪试纸测试阴道内液体的性质，可以检查胎膜早破（PROM）。将一滴取自阴道的液体滴在含有硝嗪染料的试纸，试纸会根据液体的pH值改变颜色。若pH值大于6.0，试纸将变为蓝色，表示膜更有可能破裂。[註 1]
- 进行粪便酸碱测试以诊断肠道感染或其他消化问题。[1]
- 在土木工程中，确定混凝土结构中的碳化程度，从而评估钢筋钝化膜的状态。